# 薩爾特舍巴登鐵路
薩爾特舍巴登鐵路（Saltsjöbanan）是瑞典斯德哥尔摩的通勤铁路系统，於1893年啓用。有2條路線，18个车站，全長18.6公里，由斯德哥爾摩省透過斯德哥爾摩交通公司 (SL)擁有，委託芬蘭鐵路子公司VR瑞典營運。

## 歷史
薩爾特舍巴登鐵路的建設目的是為斯德哥爾摩居民提供一條快速到達萨尔特舍巴登海灘的路徑。鐵路的建設比預期的要快，但結果卻非常昂貴，主要是因為需建造兩條長隧道，1893年7月薩爾特舍巴登鐵路開通，1910年電氣化，1913年開通至索爾西丹 (Solsidan)的支線。該路線最初由斯德哥爾摩 - 薩爾特舍巴登鐵路營運，但1960年代由於貨運量減少，營運無法獲利，1969年由斯德哥爾摩省收購，並由SL營運。
薩爾特舍巴登鐵路自1913年支線開通以來並沒有極大的變化，僅在1940年代西延至斯魯森站，東端在渡輪站遷移後縮短，並關閉一些貨運、工礦支線。2000年以前列車還可以通過聯絡線連接瑞典南部干线铁路，至斯德哥爾摩南站。運營商2012年以前為威立雅运输，2012~2022年由Arriva營運，2022年開始由VR瑞典營運。 
由于斯魯森改造计划，薩爾特舍巴登鐵路于从2016年起斯魯森站 - 亨利克斯達爾站區間進行翻新停止服務，另外整条路线在2023年1月~2024年3月间停止运营，以進行相关工程，並提供巴士交通替代。

## 线路
| 標誌 | 起终点                    | 长度 (公里) | 站点数 |
| ---- | ------------------------- | ----------- | ------ |
| L25  | 斯魯森站 – 萨尔特舍巴登站 | 16          | 14     |
| L26  | 伊格爾博達站 - 索爾西丹站 | 3           | 5      |

## 車輛

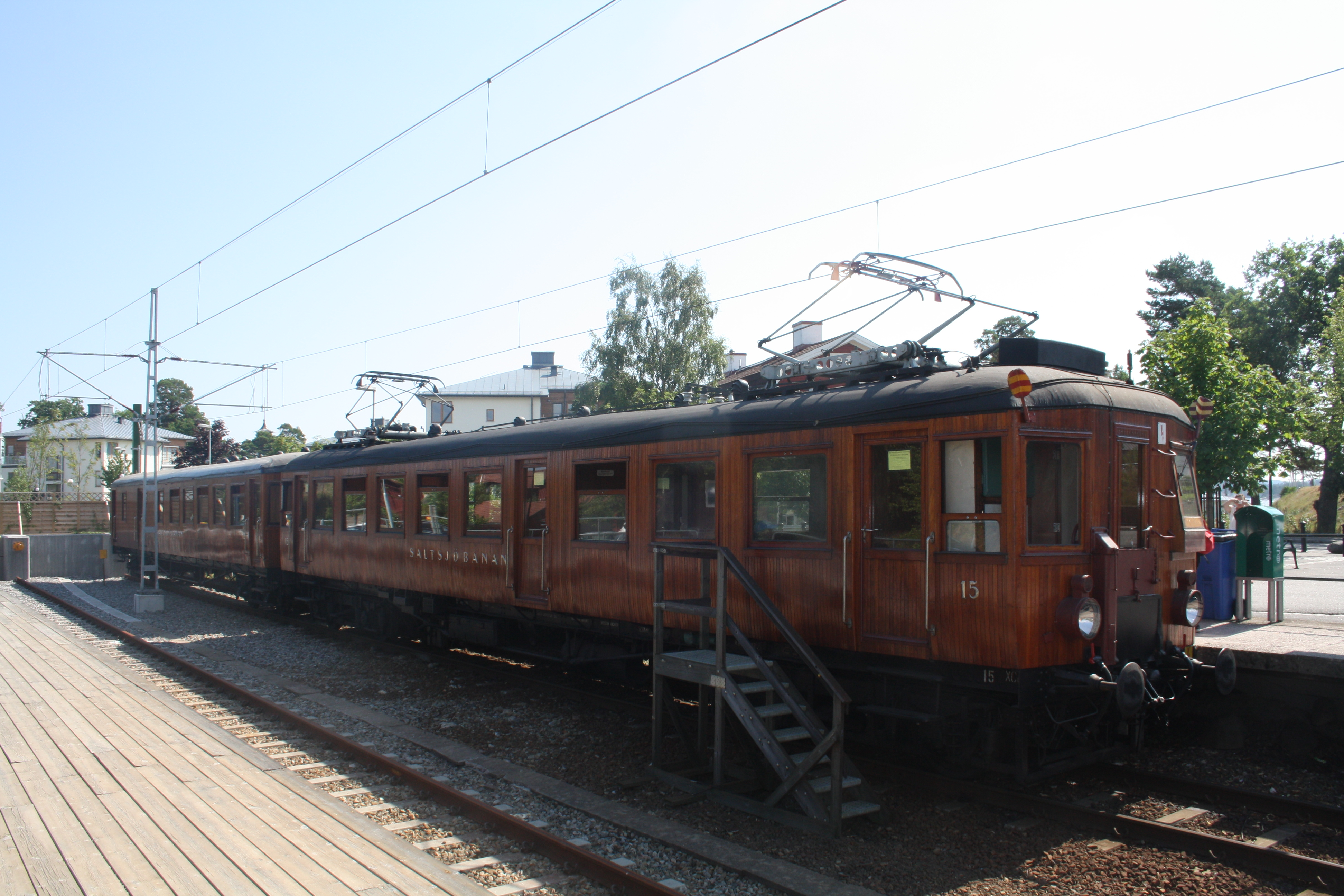
薩爾特舍巴登鐵路舊型列車

薩爾特舍巴登鐵路最初使用蒸氣機車牽引，1913年電氣化後使用15型動力車與22型拖車運營，由瑞典通用电气公司製造，一直使用到1976年，目前保留少數用作特殊活動列車。
薩爾特舍巴登鐵路目前使用瑞典通用电气公司製造的C10/C11型電力動車組，與斯德哥尔摩地铁的C8型列車同款，共製造13組，1975-1976年交付，C10為動力車，C11為拖車，兩者組為一組，運行時可以兩組重聯運行，每節車廂載客量144人，最高速度70km/h。1987年2節斯德哥尔摩地铁C6動力車被改造為C16型供薩爾特舍巴登鐵路使用，可以單獨使用。2000年4輛C8列車被改造為2組薩爾特舍巴登鐵路，C10/C11型電力動車組。
由於沒有列车自动控制系统 (ATC)駕駛員必須嚴格遵守信號，以防止發生碰撞。C10/C11列車，2013年一列列車未經許可啟動，最終衝撞民房造成車上清潔員受傷，一開始清潔員被指控竊車，但隨後調查證實事件僅是單純意外，專家認為沒有ATC是事故主要原因，2019年列車開始裝設ATC設備。

## 未來計畫
薩爾特舍巴登鐵路沒有延長計畫，目前斯魯森站 - 亨利克斯達爾站區間進行翻新停止服務，預計2026年完工後恢復運行。